# Спастическая кривошея
Спастическая кривошея, цервикальная дистония — дистоническое заболевание, вид кривошеи, в которой неправильное положение головы вызвано патологическим напряжением мышц шеи.

## Статистика
Встречается по статистике у одного из десяти тысяч.

## Этиология (происхождение заболевания)
Точную причину заболевания установить удаётся редко. Может развиваться в составе экстрапирамидных расстройств, особенно при передозировке нейролептиков.

## Классификация
В зависимости от положения головы выделяют:
- тортиколлис — с ротацией головы в сторону;
- антеколлис — с наклоном или выдвижением головы вперед;
- ретроколлис —с отклонением головы назад;
- латероколлис — с поворотом головы в сторону;
- комбинированный вариант цервикальной дистонии.

По характеру гиперкинеза выделяют:
- тоническую;
- клоническую;
- смешанную формы.

## Клиническая картина
Обычно в процесс вовлекаются все мышцы шеи, наиболее часто — грудино-ключично-сосцевидная, трапециевидная, ременная мышцы. В начале заболевания возможно самостоятельное возвращение головы в срединное положение, во сне гиперкинез исчезает, а во время ходьбы наоборот усиливается.
По мере прогрессирования вернуть голову в срединное положение возможно только с помощью рук, в этот момент возможно применение корригирующих жестов, например, происходит уменьшение гиперкинеза при прикосновении к некоторым участкам лица.
При дальнейшем прогрессировании возвращение головы в прежнее положение становится невозможным, происходит гипертрофия поражённых мышц и корешковый синдром.

## Лечение

### Консервативное лечение
Это неврологическое заболевание обычно трудно поддаётся лечению. Даже денервация мышц, находившихся в патологическом напряжении, может не привести к окончательному исцелению.
Для поддержания тонуса мышц шеи в положении, близкому к нормальному, применяется введение в больные мышцы препаратов ботулотоксина группы А.

### Хирургическое лечение
При неэффективности консервативной терапии возможно хирургическое лечение: субокципитальная краниотомия и ламинэктомия атланта (не применяется при латероколлисе), стереотаксическая таламотомия, которую в настоящее время заменила глубинная стимуляция или микроваскулярная декомпрессия добавочных нервов.

### Лечение фокусированным ультразвуком под контролем МРТ (МР-ФУЗ)
Первые упоминания о лечении дистонии фокусированным ультразвуком под контролем МРТ связаны с японским нейрохирургом Shiro Horisawa и канадцем Alfonso Fasano. В 2018 году Shiro Horisawa прооперировал пациента с дистонией музыканта и опубликовал обнадеживающие результаты: при отсутствии любых осложнений, он отметил заметное улучшение весь период наблюдения 1 год. В 2021 году Shiro Horisawa опубликовал результаты лечения 10 пациентов, у которых получено через 12 месяцев после процедуры МР-ФУЗ улучшение по шкалам WCRS с 6.3 ± 2.7 до 1.6 ± 3.1 (P = 0.011), TMDS с 1.4 ± 0.5 до 5.0 ± 0 (P = 0.0001) и ADDS с 58,7 % ± 14,3 % до 81,6 % ± 22,9 % (P = 0.0229), ни у одного пациента не было отмечено дизартрии.
Лечение фокусированным ультразвуком под контролем МРТ бескровно, не требует разрезов, не требует наркоза, не связано с имплантацией устройств.
Процедура проводится следующим образом:
1. Для расчета точки в мозге, отвечающей за лечение дистонии проводят МРТ головного мозга пациента. Для оценки ультразвуковой проводимости костной ткани проводят КТ костей черепа.
2. Снимки МРТ и КТ загружают в программу планирования процедуры оборудования МР-ФУЗ.
3. Пациенту бреют голову и надевают специальную стереотаксическую раму.
4. На раму устанавливают силиконовую мембрану, которую пристегивают к специальному фиксированному на МРТ столе ультразвуковому шлему содержащему 1024 ультразвуковых передатчиков.
5. Для проведения ультразвуковых волн от шлема к головному мозгу пространство между мембраной и шлемом заполняют водой. Часть головы выше бровей находится в «аквариуме» ограниченном мембраной.
6. Под контролем МРТ и МР-термометрии осуществляют предварительное нагревание рассчитанной заранее точки. Область воздействия имеет размер 1 мм и управляется с точностью 0.1 мм. Предварительный нагрев проводят до температуры, которая не повреждает ткань мозга, но 2-3 минуты усыпляет функцию нейронов в области воздействия.
7. Проведение неврологических тестов между воздействиями ультразвуком. Голова пациента закреплена стереотаксической рамой к шлему МР-ФУЗ. На уровне лба надета мембрана, отделяющая лицо от резервуара воды между головой и шлемом. Пациент в сознании и может выполнять задания. Рисовать, отвечать на вопросы, двигаться.В течение двух минут проводят неврологические тесты, чтобы убедиться в устранении симптомов и отсутствии каких-либо осложнений.
  - Если нет ожидаемого эффекта или есть побочные эффекты за пациентом наблюдают и через 5 минут функция полностью восстанавливается. Точку воздействия корректируют и повторяют предварительное нагревание.
  - При наличии эффекта и отсутствии осложнений, воздействуют в этой же области более значительной энергией ультразвука, добиваясь длительного лечебного эффекта.
8. После завершения процедуры раму и мембрану с пациента снимают и пациент способен сам встать сразу после процедуры.
9. Для профилактики отека мозга в течение 1-2 недель проводится лечение дексаметазоном.

Первый в России центр, обладающий опытом лечения цервикальной дистонии методом МР-ФУЗ открылся в Уфе в 2020 году, где первые операции МР-ФУЗ начала проводить директор Международного Медицинского Центра им. В. С. Бузаева нейрохирург Резида Маратовна Галимова.
Видео результатов лечения методом МР-ФУЗ публикуется на канале Youtube «Фокусированный ультразвук».